# Dirhinus nidicolus
Dirhinus nidicolus is een vliesvleugelig insect uit de familie bronswespen (Chalcididae). De wetenschappelijke naam is voor het eerst geldig gepubliceerd in 1964 door Kerrich.